# لويس ماريانو ريفيرا
لويس ماريانو ريفيرا (بالإسبانية: Luis Mariano Rivera)‏ هو ملحن فنزويلي، ولد في 19 أغسطس 1906، وتوفي في 2002.